# Pauline Drake
Pour les articles homonymes, voir Drake.
Pauline Drake (6 juillet 1905 – 5 février 1981) est une actrice américaine.

## Filmographie partielle

### Cinéma
- 1940 : The Fatal Hour de William Nigh
- 1940 : Gouverneur malgré lui (The Great McGinty), de Preston Sturges
- 1941 : Un cœur pris au piège (The Lady Eve), de Preston Sturges
- 1944 : Héros d'occasion (Hail the Conquering Hero), de Preston Sturges
- 1950 : Femmes en cage (Caged), de John Cromwell
- 1957 : L'Odyssée de Charles Lindbergh (The Spirit of St. Louis), de Billy Wilder
- 1961 : Un pyjama pour deux (Lover Come Back), de Delbert Mann
- 1964 : My Fair Lady, de George Cukor
- 1971 : Willard, de Daniel Mann

### Séries télévisées
- 1965-1968 : Mes trois fils (My Three Sons)
- 1967 : Ma sorcière bien-aimée (Bewitched)